# Périgny, Charente-Maritime
Périgny là một xã trong tỉnh Charente-Maritime trong vùng Nouvelle-Aquitaine tây nam nước Pháp. Xã này nằm ở khu vực có độ cao 2-36 mét trên mực nước biển.